# (34660) 2000 WB162
2000 WB162 (asteroide 34660) é um asteroide da cintura principal. Possui uma excentricidade de 0.05911650 e uma inclinação de 16.84230º.
Este asteroide foi descoberto no dia 20 de novembro de 2000 por LONEOS em Anderson Mesa.